# Digital Shades Vol. 1
Digital Shades Vol. 1 è il quarto album registrato in studio dal gruppo musicale francese M83. L'album più strumentale del gruppo è opera del solo Anthony Gonzalez. Pur avendo ricevuto una discreta accoglienza, è considerato dalla critica inferiore ai tre album precedenti.

## Tracce
Testi e musiche di Anthony Gonzalez.
1. Waves, Waves, Waves - 2:32
2. Coloring the Void - 3:29
3. Sister (Part I) - 2:16
4. Strong and Wasted - 1:58
5. My Own Strange Path - 3:49
6. Dancing Mountains - 5:07
7. Sister (Part II) - 2:23
8. By the Kiss - 4:03
9. Space Fertilizer - 2:00
10. The Highest Journey - 8:16

Bonus track nell'edizione iTunes
1. Bruits de Train - 2:35

## Formazione
- Anthony Gonzalez - composizione ed esecuzione
- Antoine Gaillet - missaggio e mastering
- Laurent Fetis - grafica e illustrazioni

## Curiosità
- La traccia 8 è un estratto dalla colonna sonora del cortometraggio By the Kiss, diretto da Yann Gonzalez.